# Buffalo Springs
Buffalo Springs é uma vila localizada no estado norte-americano do Texas, no Condado de Lubbock.

## Demografia
Segundo o censo norte-americano de 2000, a sua população era de 493 habitantes. 
Em 2006, foi estimada uma população de 475, um decréscimo de 18 (-3.7%).

## Geografia
De acordo com o United States Census Bureau tem uma área de 
5,0 km², dos quais 4,1 km² cobertos por terra e 0,9 km² cobertos por água.

## Localidades na vizinhança
O diagrama seguinte representa as localidades num raio de 24 km ao redor de Buffalo Springs. 